# スカンク (兵器)

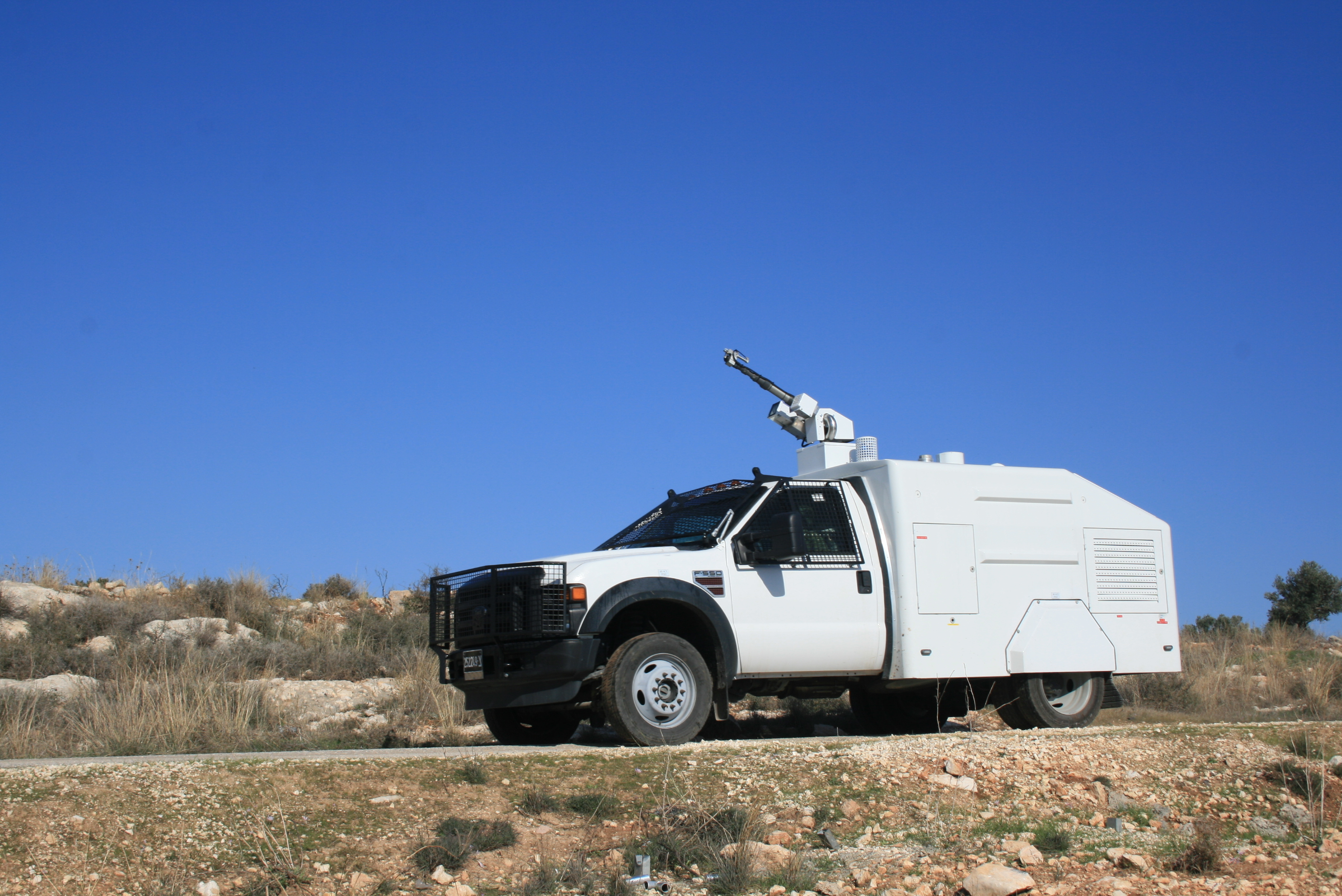
"スカンク"を運搬する車両

スカンク（Skunk）は、群集の制御を目的としてイスラエル国防軍が使用する悪臭による非致死性兵器。名称は同名の動物に由来する。
"スカンク"は放水銃から霧状に発射され、それが付着すると何であれ酷い腐敗臭や下水の臭いがこびり付くが、これは簡単には洗い流すことが出来ず、最大で5年に渡って服に残るといわれている。匂いによって群集をコントロールする最初の試みは2004年にイスラエルで始まり、2008年8月にビリンで初めて実際に使用された。

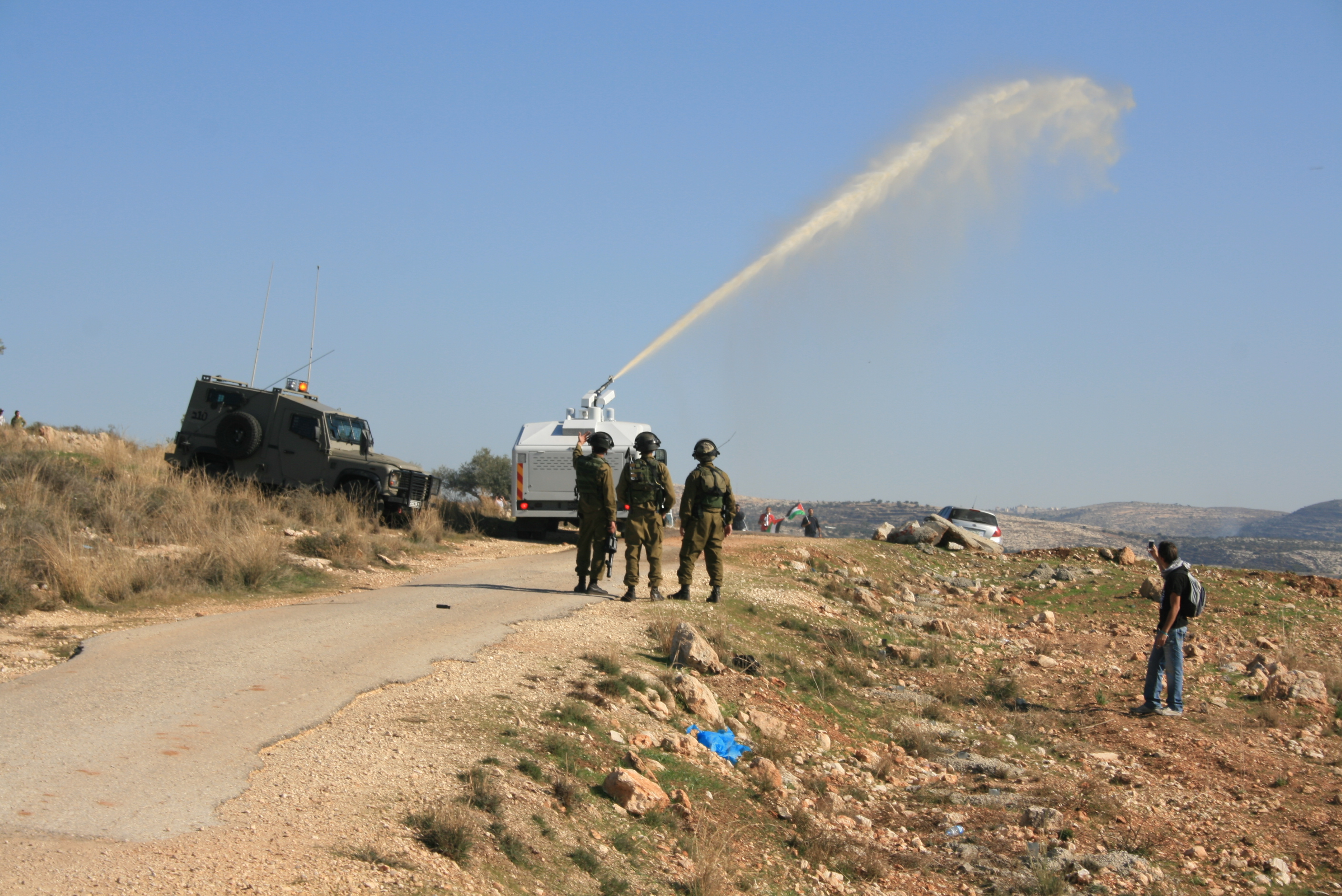
ビリンでの"スカンク"のデモンストレーション

イスラエル警察の技術開発主任、デヴィッド・ベン・ハロシュによると、"スカンク"はイーストとベーキングパウダーを含む天然有機成分からなり、有害な物質は含まれていないため摂取しても害は無いという。開発者らは世界中の軍隊に"スカンク"を販売する予定である。

## 除去
匂いを除去することのできる特殊な洗剤がスカンクの製造元から販売されているが、政府機関等のみが購入でき一般には入手不可能である。ある撮影者の証言によれば、トマトケチャップを付けて擦ってから洗い流すことで匂いが弱まるという。

## 批判
パレスチナ人の間では、スカンクは単に「クソ (shit)」と呼ばれている。アムネスティ・インターナショナルやベツェレムはイスラエル国防軍によるスカンクの使用を批判している。また、抗議運動とは無関係な人々や施設に対しての無差別的な使用も批判を受けている。イスラエル国防軍は懲罰的にスカンクを使用しているとの指摘もある。抗議運動に対する集団的懲罰として、パレスチナ人の住居にスカンクが噴射されることもあるという。ベツェレムの批判的なレポートに対しイスラエル国防軍は「スカンクの利用には規則があり、群衆が暴力的になったり破壊行為を行ったときにのみ、多大な努力を払って慎重に使用される」と反論している。
スカンクは、アメリカ自由人権協会から2016年に出版されたNGO団体PHRとINCLOによる群衆制御兵器に関する合同レポートにおいても批判されている。

## 脚注

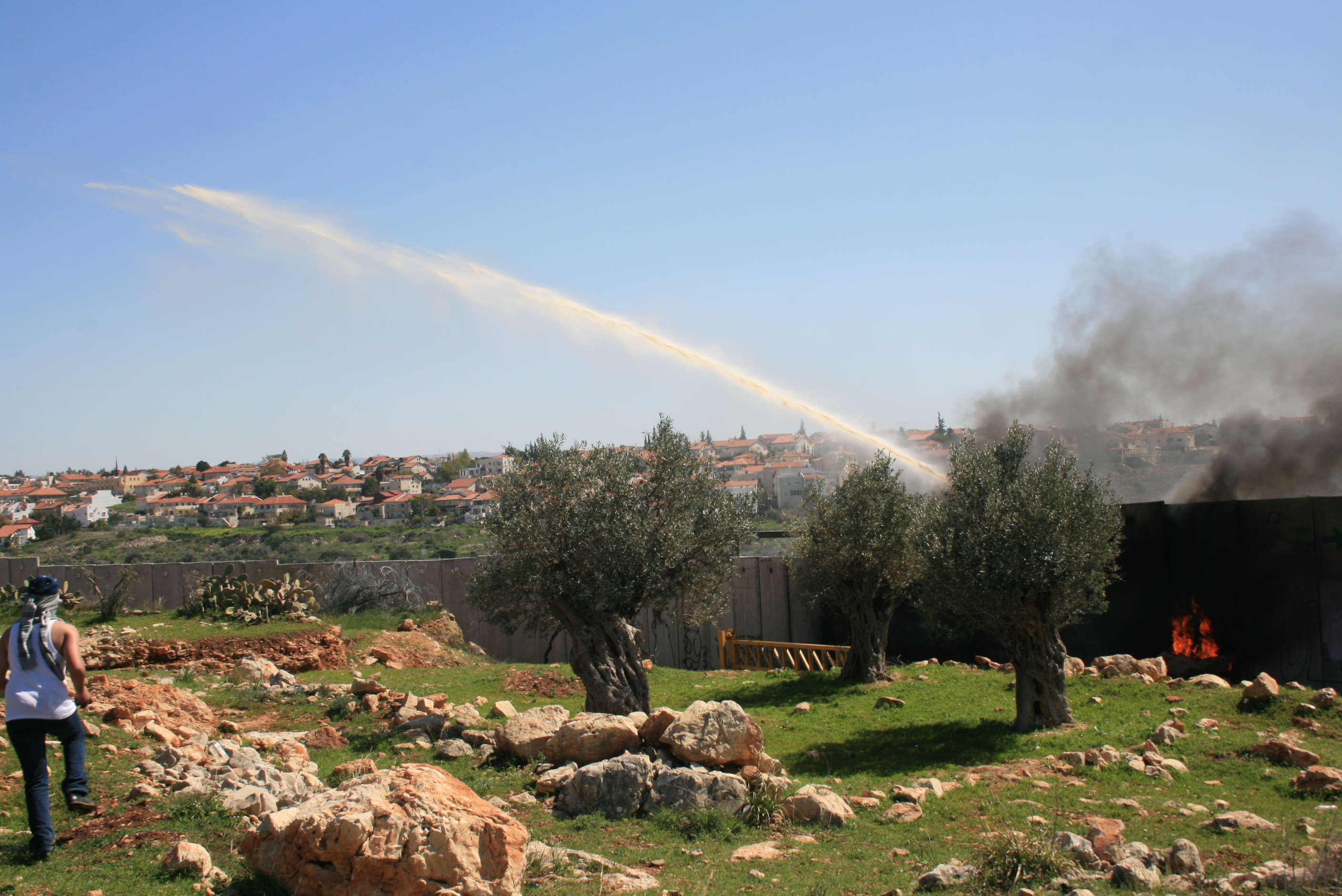
ニリンでの"スカンク"のデモンストレーション
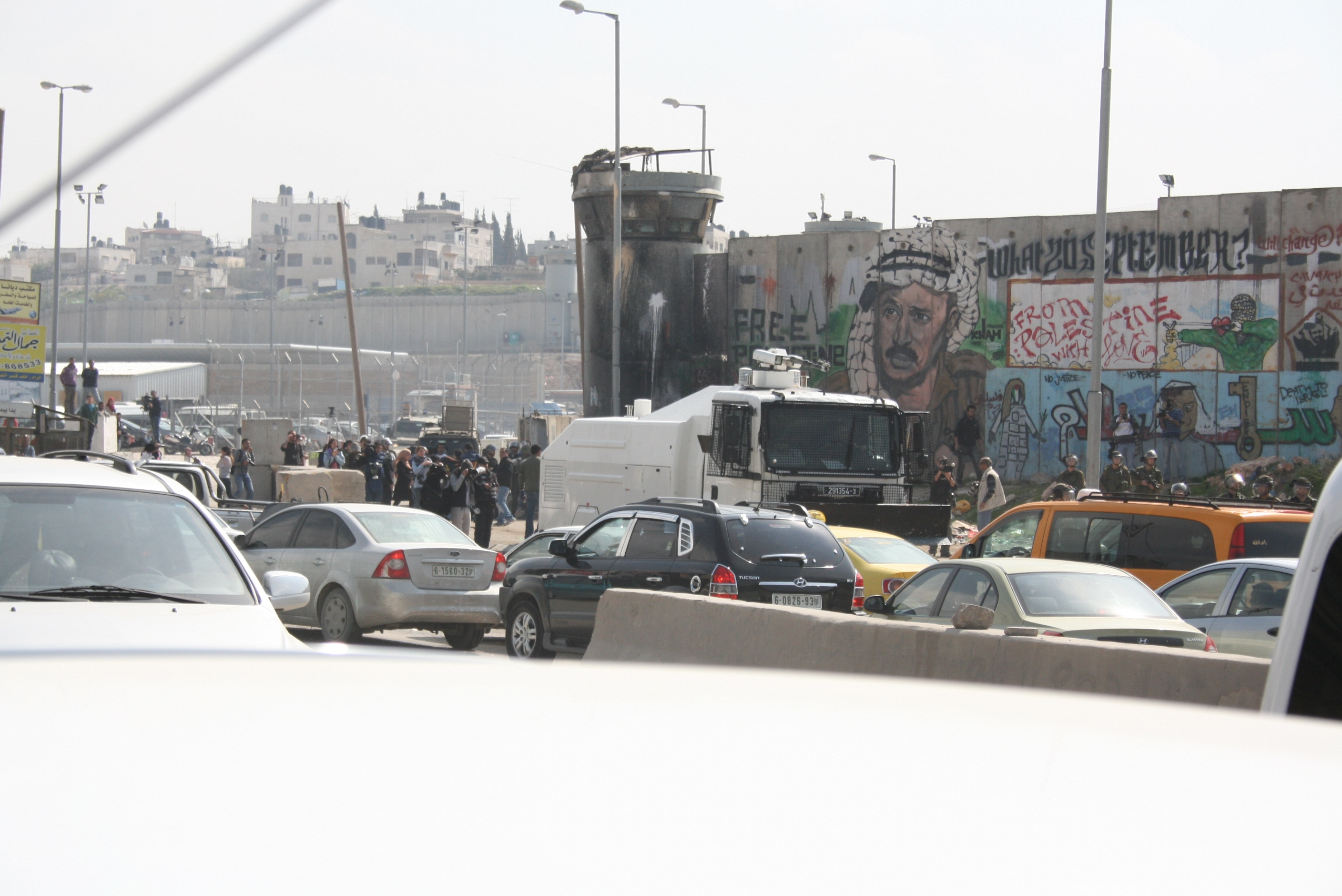
国際女性デーに行なわれたカランディア検問所でのデモンストレーション（2012年3月8日）